# The Best of Me (single van Bryan Adams)
The Best of Me is een nummer van de Canadese zanger Bryan Adams uit 1999. Het verscheen als nieuw nummer op zijn gelijknamige verzamelalbum.
Het nummer haalde de 10e rang in Adams' thuisland Canada. In Nederland bleef het steken op een 17e positie in de Tipparade, en in Vlaanderen bereikte het de 3e positie in de Tipparade.